# Lupocyclus inaequalis
Lupocyclus inaequalis är en kräftdjursart som först beskrevs av A. O. Walker 1887.  Lupocyclus inaequalis ingår i släktet Lupocyclus och familjen simkrabbor. Inga underarter finns listade i Catalogue of Life.